# Blat xeixa

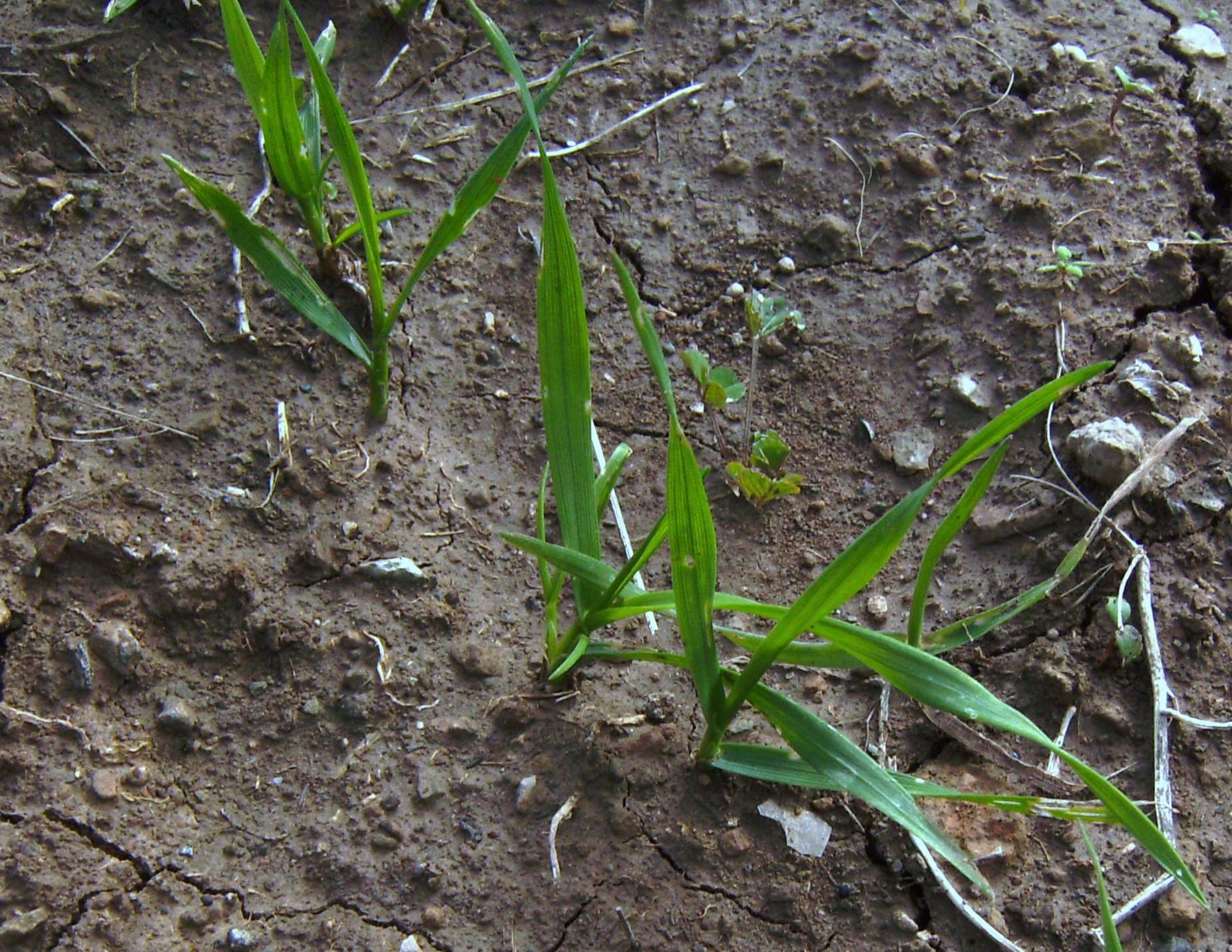
Plàntules de blat a finals de tardor, en l'estadi de tres fulles, que és el més resistent al fred

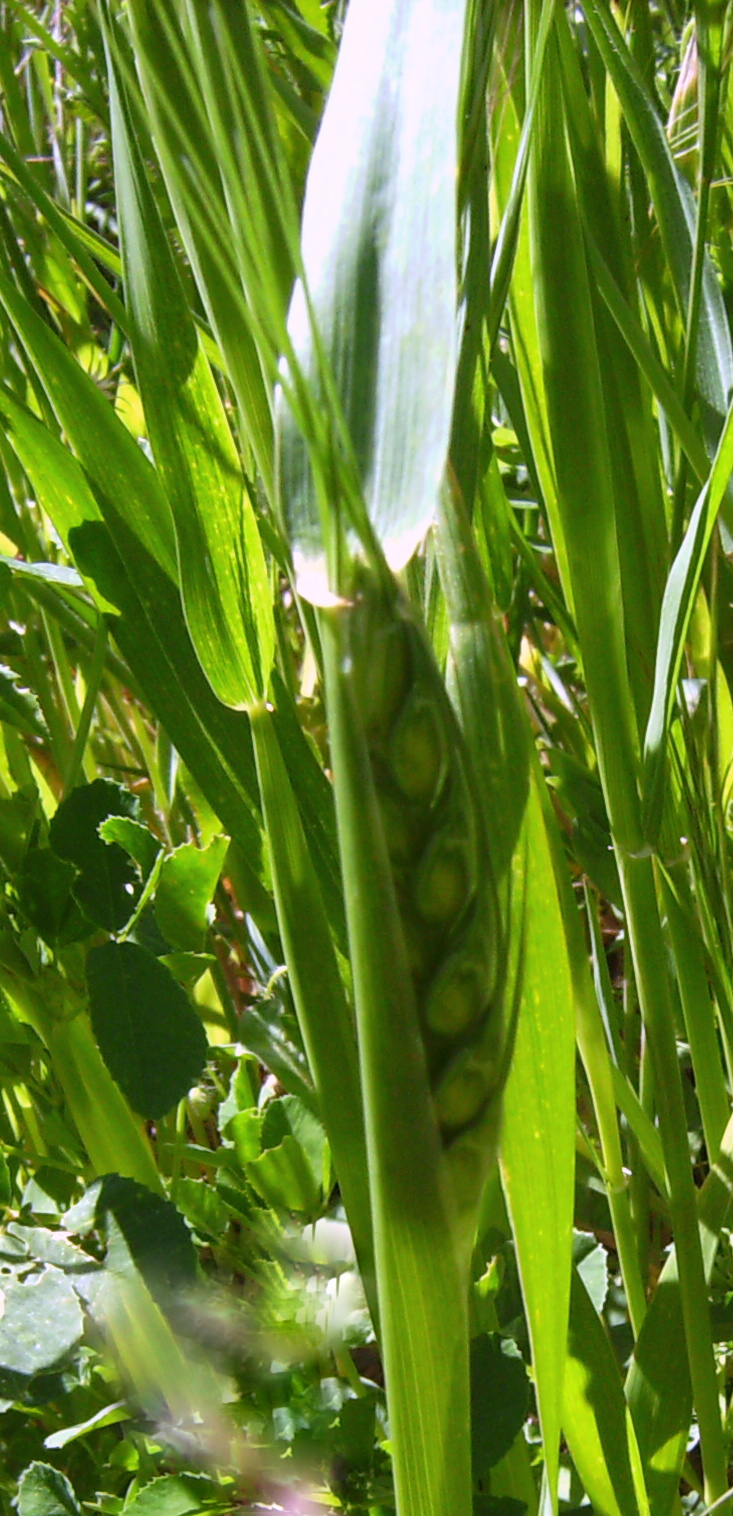
Espiga immadura de blat xeixa amb arestes

El  blat blancal, blat comú, blat xeixa, forment o xeixa (Triticum aestivum) és una espècie de blat, gènere Triticum, dins la família de les poàcies.
Addicionalment pot rebre els noms de blat, blat blancatxo, blat candial, blat de coure, blat de prats, blat escoat, blat menut, blat orb, blat rodonell, blat roig, blat tendre, blat tosell i blat tremesí. També s'han recollit les variants lingüístiques blat candeal, blat hembrilla, blat tosella i froment.

## Descripció
Normalment fa una alçada de 40 a 100 cm i rares vegades arriba als 150 cm. La fulla és prima i buida. La làmina de la fulla fa entre 6 i 16 mm d'ample. Inicialment és pubescent i més tard perd la pilositat. El fruit és una cariopsi, i l'endosperma és farinós. La germinació només es produeix a temperatures superiors a 4 °C.

## Evolució
La xeixa és un al·lohexaploide, és a dir, un al·lopoliploide amb sis conjunts de cromosomes de tres espècies diferents, dos jocs de cadascuna. Està relacionada amb l'espelta i amb la gramínia Aegilops tauschii, que li han donat les característiques que té en l'actualitat.

## Història
El blat xeixa es va domesticar inicialment a l'Àsia occidental. Les restes més antigues s'han trobat a Anatòlia durant el principi de l'Holocè. Posteriorment, durant el Neolític, es va estendre al nord d'Àfrica, Europa i l'est d'Àsia.

## Taxonomia
Aquesta espècie va ser publicada per primer cop l'any 1753 a l'obra Species Plantarum de Carl von Linné (1707-1778).

### Subespècies
Dins d'aquesta espècie es reconeixen les cinc subespècies següents:
- Triticum aestivum subsp. aestivum
- Triticum aestivum subsp. compactum (Host) H.Messik.
- Triticum aestivum subsp. macha (Dekapr. & Menabde) McKey
- Triticum aestivum subsp. spelta (L.) Thell.
- Triticum aestivum subsp. sphaerococcum (Percival) Mac Key

### Sinònims
Els següents noms científics són sinònims homotípics de Triticum aestivum:
- Frumentum triticum E.H.L.Krause
- Triticum aestivum proles vulgare Thell.
- Triticum aestivum subsp. vulgare Thell.
- Triticum aristatum Schübl.
- Triticum aristatum aestivum (L.) Schübl.
- Triticum cereale var. aestivum (L.) Klett & Richt.
- Triticum sativum Lam.
- Triticum sativum var. aestivum (L.) Pers.
- Triticum sativum var. vulgare Desv.
- Triticum sativum subsp. vulgare (Vill.) P.Fourn.
- Triticum vulgare Vill.
- Triticum vulgare var. aestivum (L.) Willd.
- Triticum vulgare subsp. aestivum (L.) Arcang.
- Triticum vulgare convar. aristatum Alef.
- Triticum vulgare var. aristatum Döll

## Altres formes de blat xeixa

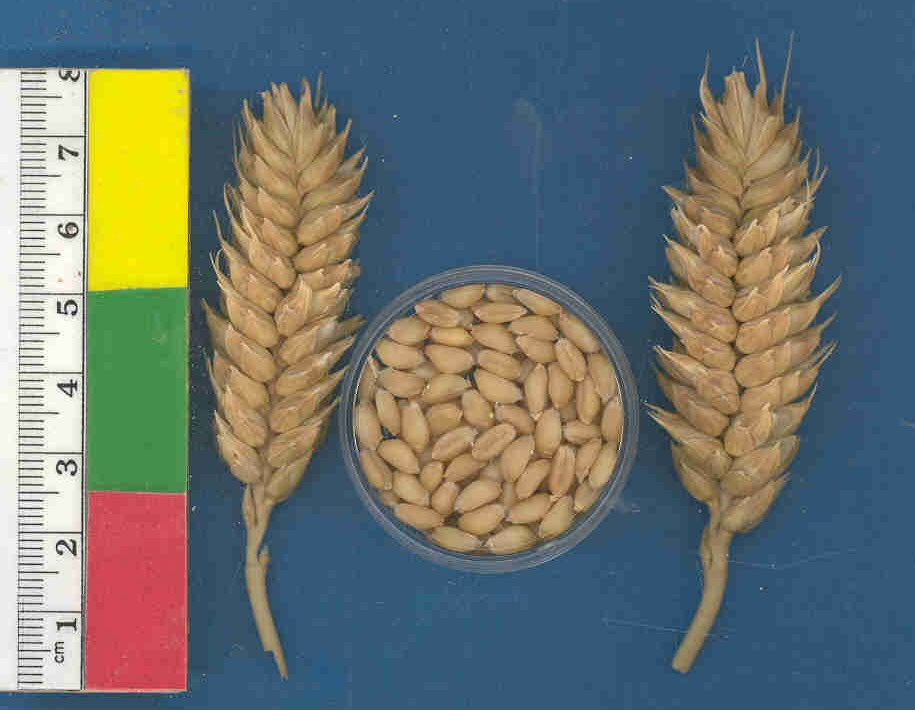
Espigues de blat compacte (Triticum aestivum subsp. compactum)

Els blats compactes (per exemple, el club wheat, Triticum compactum, i, a l'Índia, T. sphaerococcum) estan estretament relacionats amb el blat xeixa, però tenen l'espiga molt més compacta. Sovint, els blats compactes es consideren subespècies del blat xeixa (Triticum aestivum). Aleshores, s'anomenen T. aestivum subsp. compactum.